# 駅前大橋 (広島市)
駅前大橋（えきまえおおはし）は、広島県広島市の猿猴川に架かる道路橋。

## 概要
広島駅南口の目の前にかかる橋であり、駅から市内中心部へと向かうときに最初に渡る橋である。戦前、上流側に位置していた「駅前橋」が前身であり、戦後および平成に入り架替整備された。またこの橋を広島電鉄の路面電車が通る「駅前大橋線」の整備が2020年代におこなわれ、2025年8月3日に開通した。
上流に広島市道松原京橋線筋の駅西高架橋、下流側に被爆橋梁の猿猴橋が架かる。

## 構造

### 諸元
- 路線名 - 広島市道駅前吉島線（駅前通り）[2][1]
- 所在地 - 広島市南区松原町～広島市南区京橋町[2]
- 橋長 - 68.0m[1]
- 支間長 - 2@33.5m
- 幅員 - 50から56m（車道37.75m、主歩道6.125m×2、袖歩道3.0m×2）[1]
- 橋りょう形式 - 2径間連続鋼床版鈑桁(本線)、鋼床版箱桁(袖歩道)[1]

### 特徴

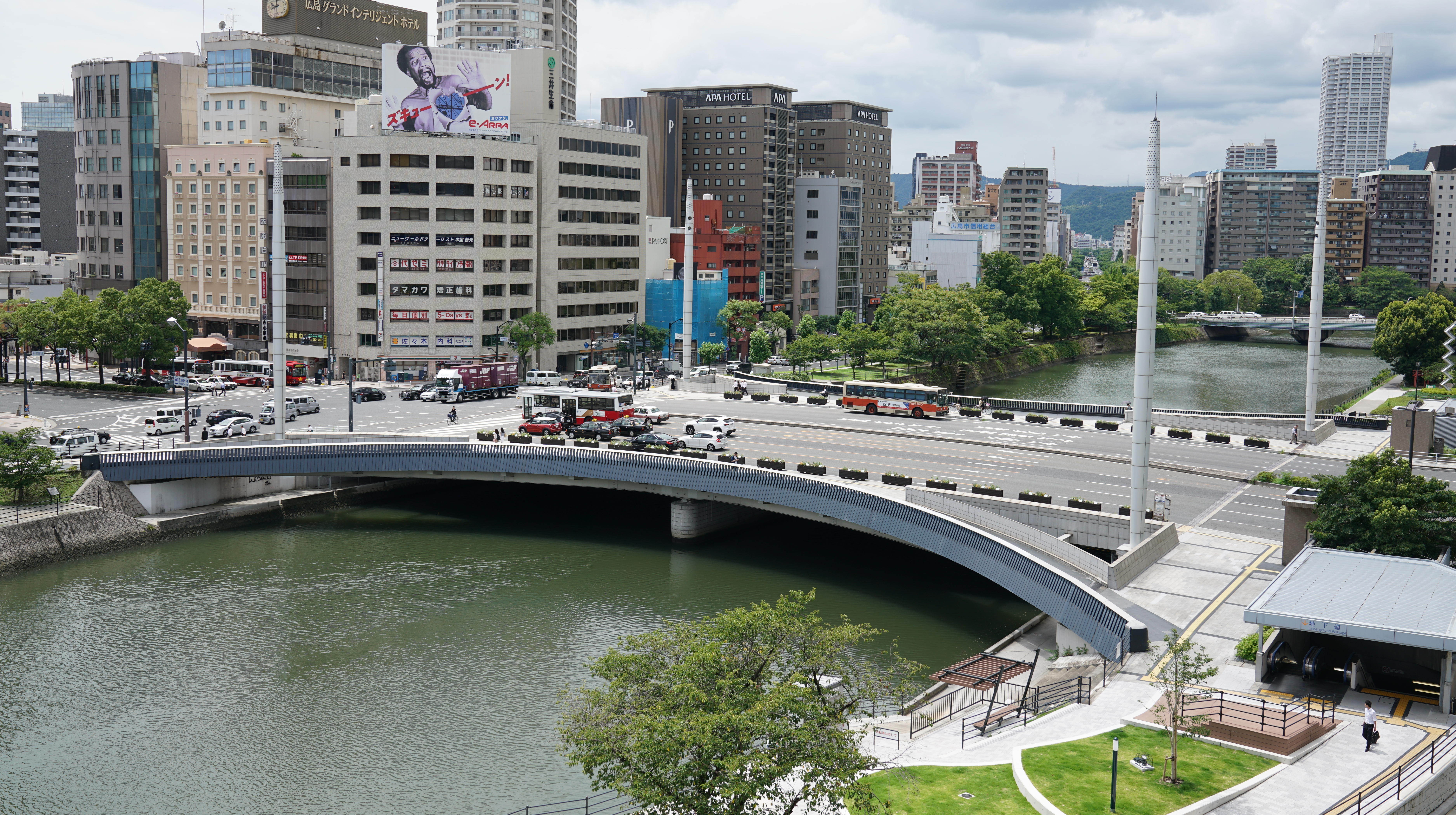
橋上の四方には特徴的な柱が立っている
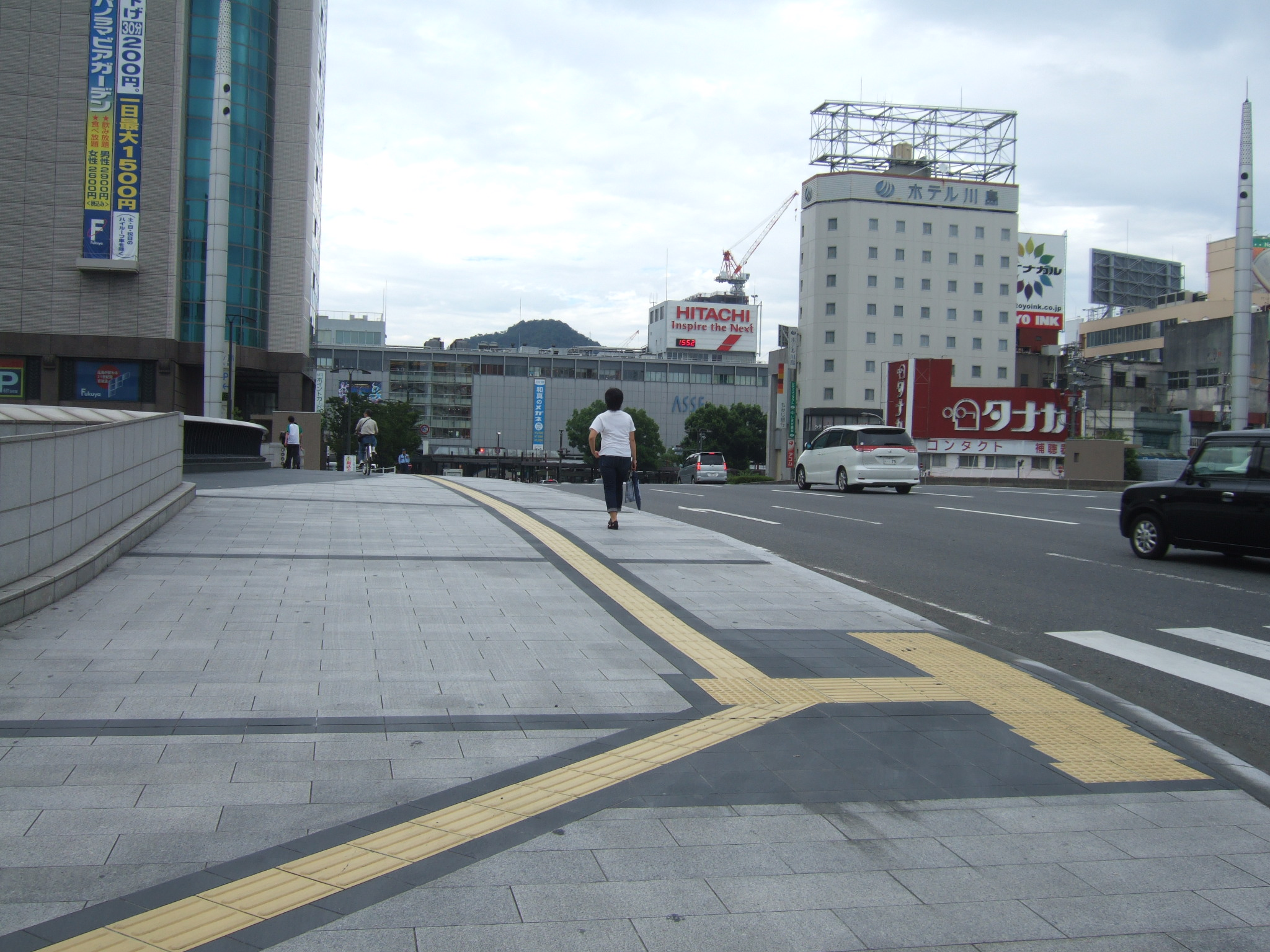
橋上
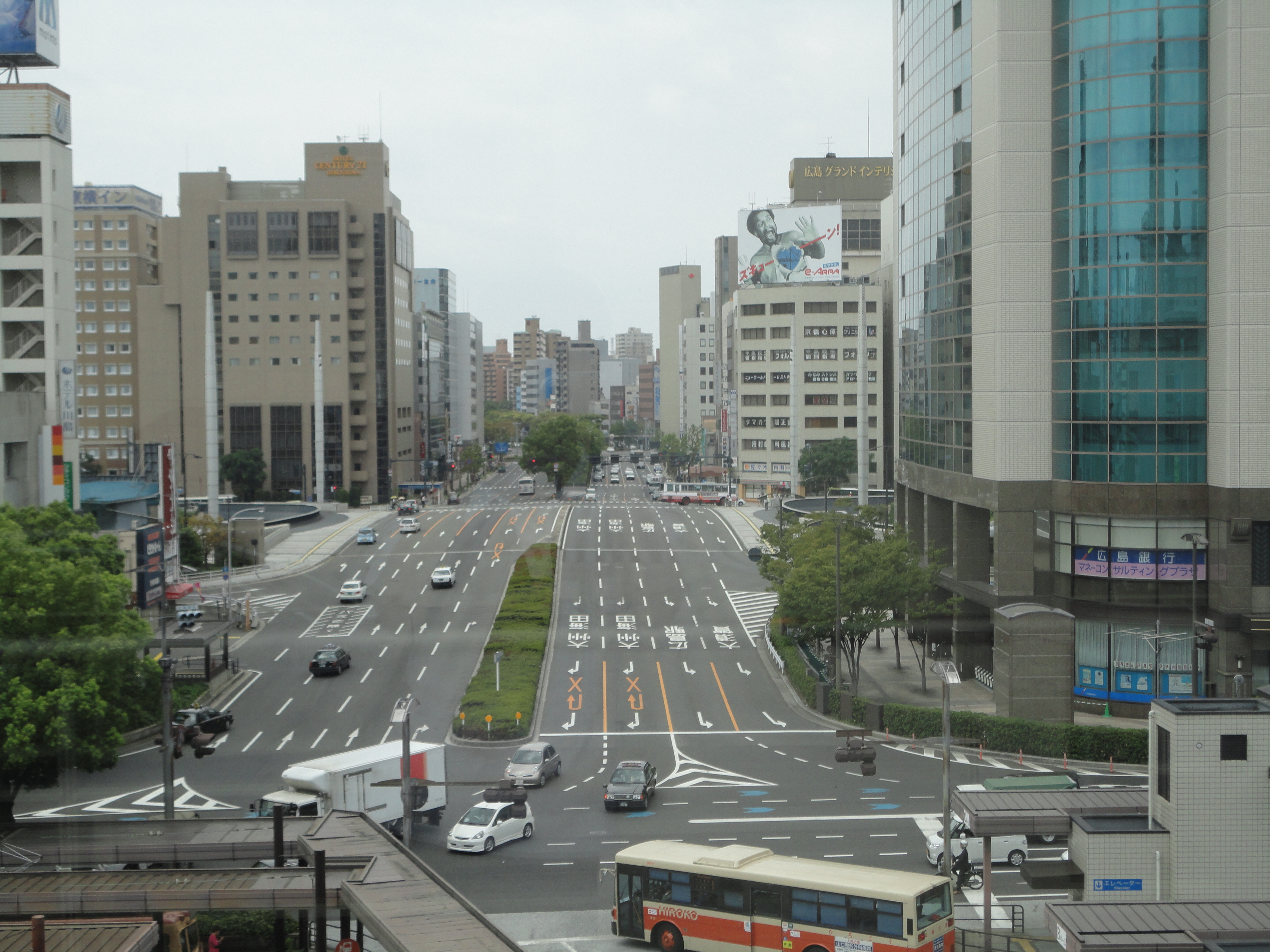
北側（広島駅）から
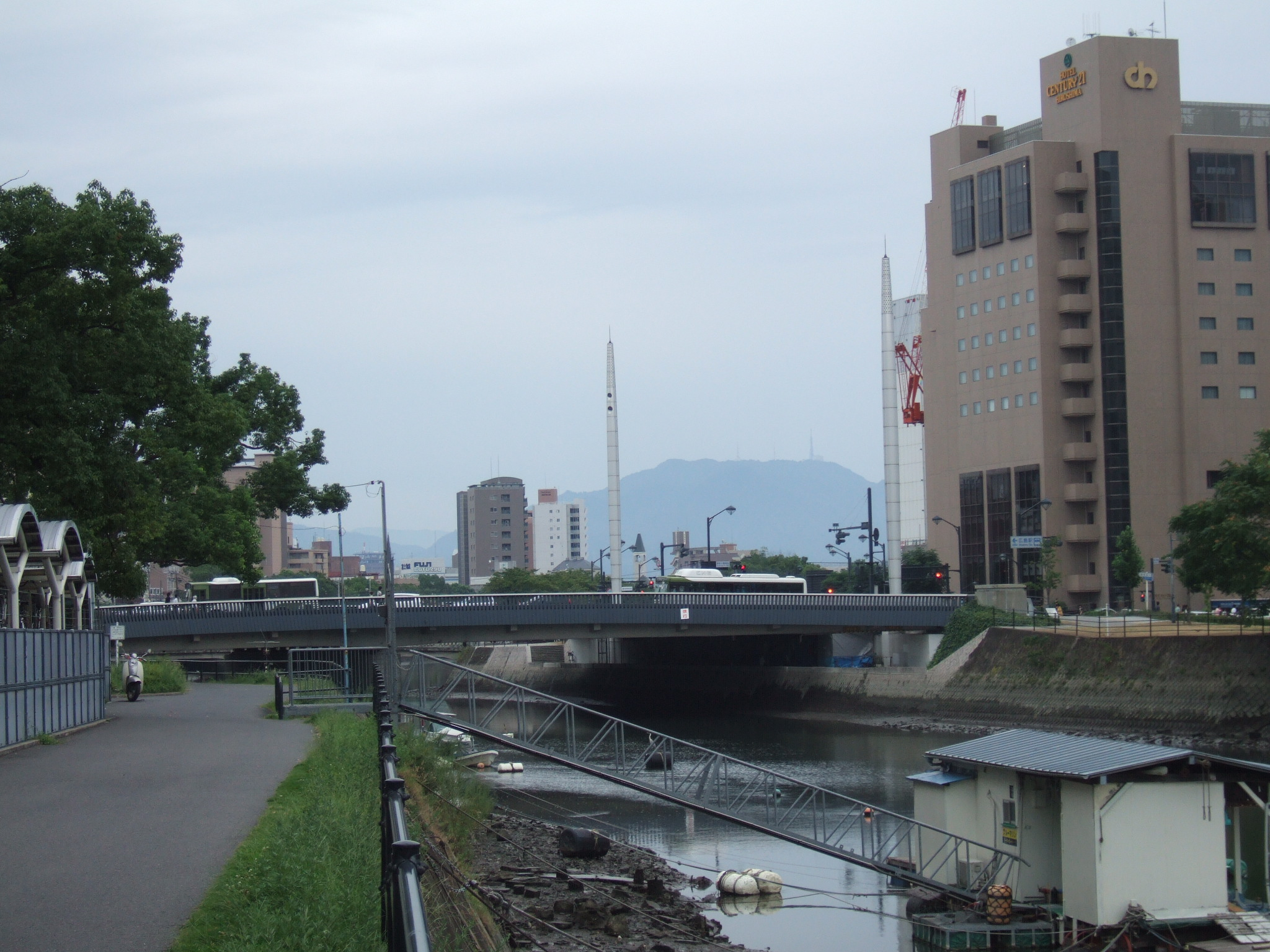
上流から橋を望む

橋上の四方には特徴的な柱が立っている。この柱は高さ23.75mの紡錘形の照明塔であり、広島の玄関口ということから"門柱"を表現している。歩道部は車道に面した主歩道と、その外側に"袖歩道"と呼ばれる大きな曲線を描くものがある。幅員は、中央に車道11車線、両側の主歩道は6mと外側に袖歩道3mと、ゆったりしたものとなっている。歩道に敷かれているのは白と黒の御影石、欄干は袖歩道がアルミ製なのに対し、主歩道は石張が用いられている。歩車道境界付近にプランターが置かれ、橋上をデコレーションされている。

## 歴史

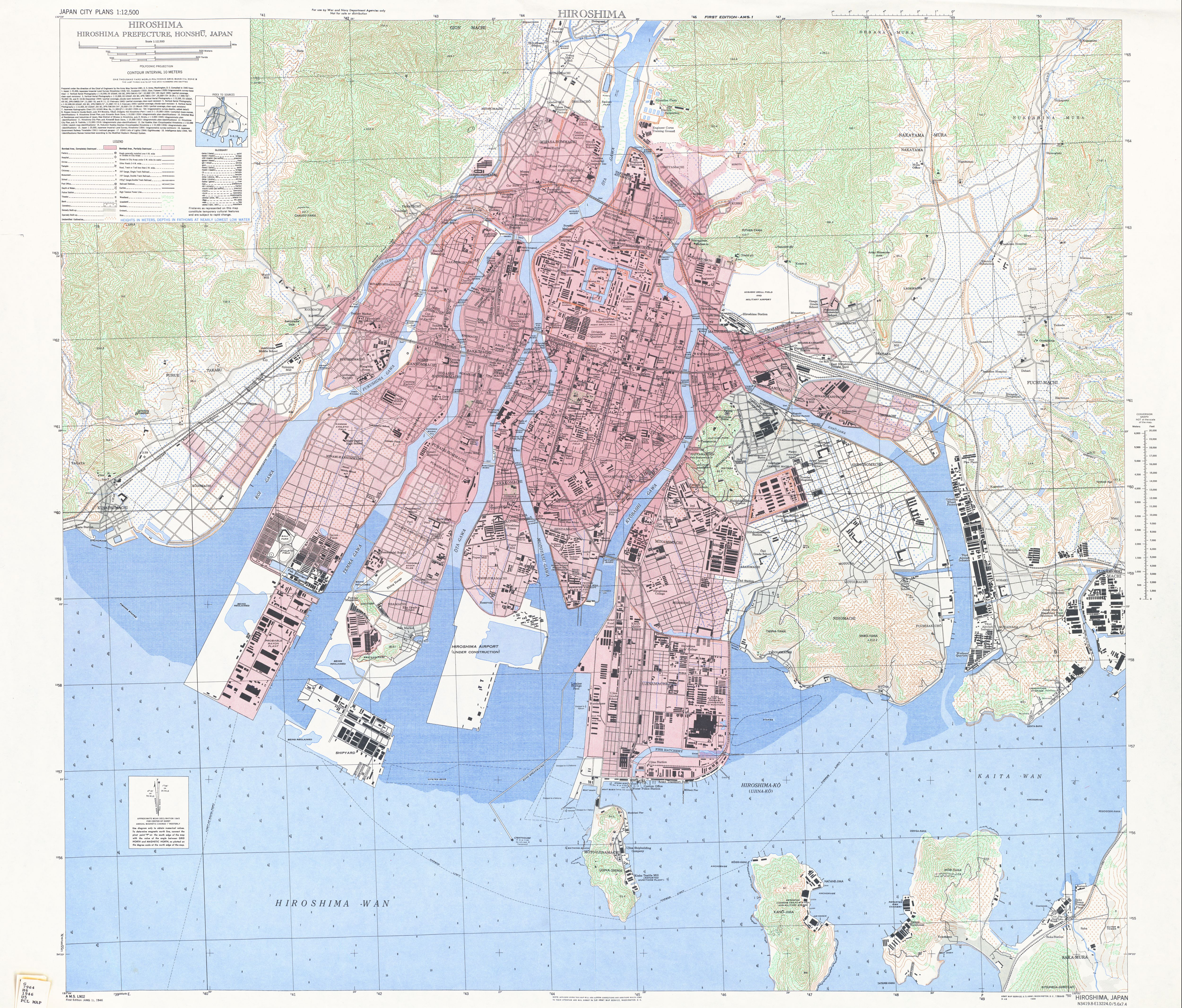
1945年アメリカ軍作成の広島市地図。"EKIMAE-BASHI"として当時の状況が記載されている。

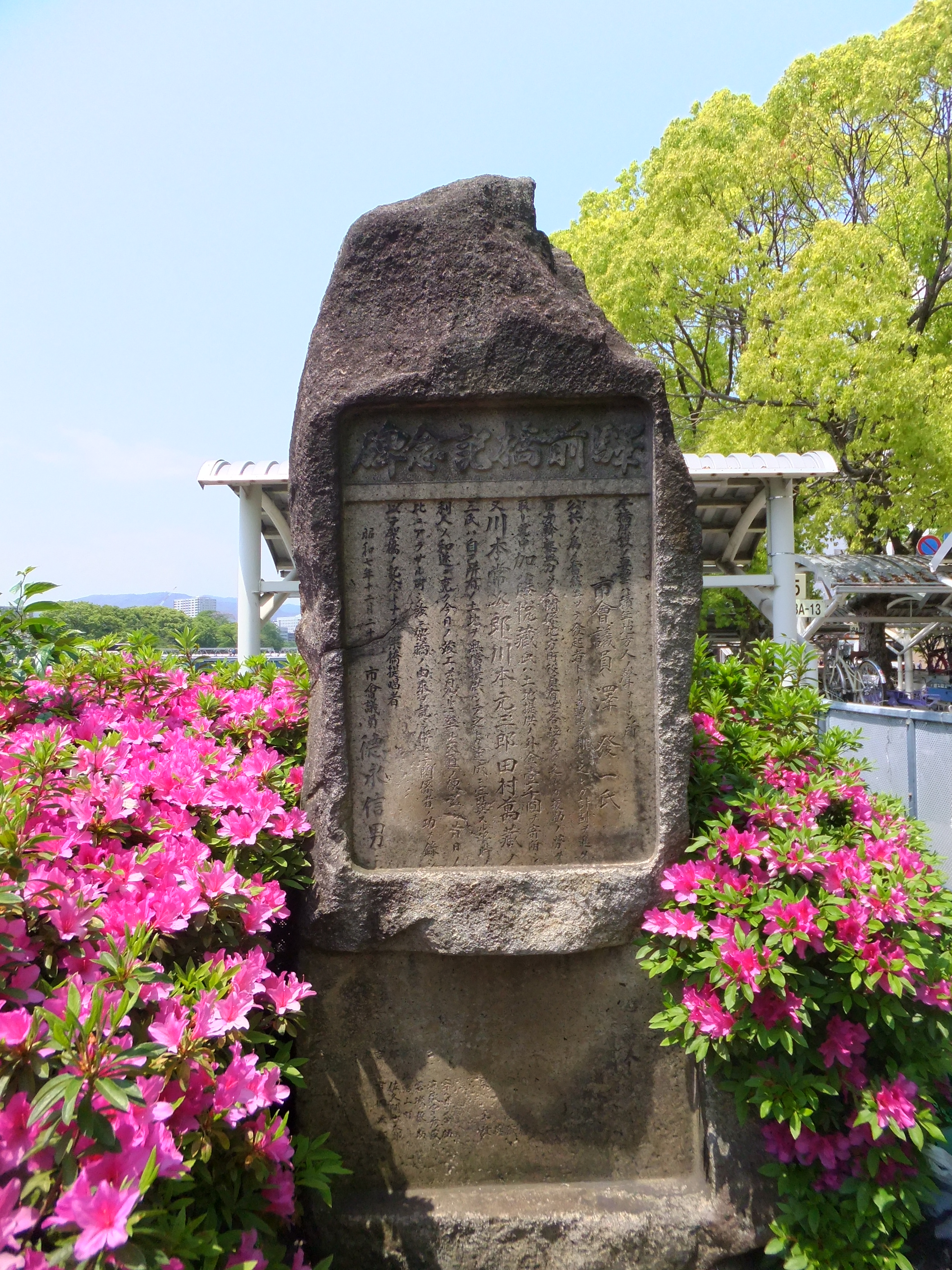
駅前橋記念碑

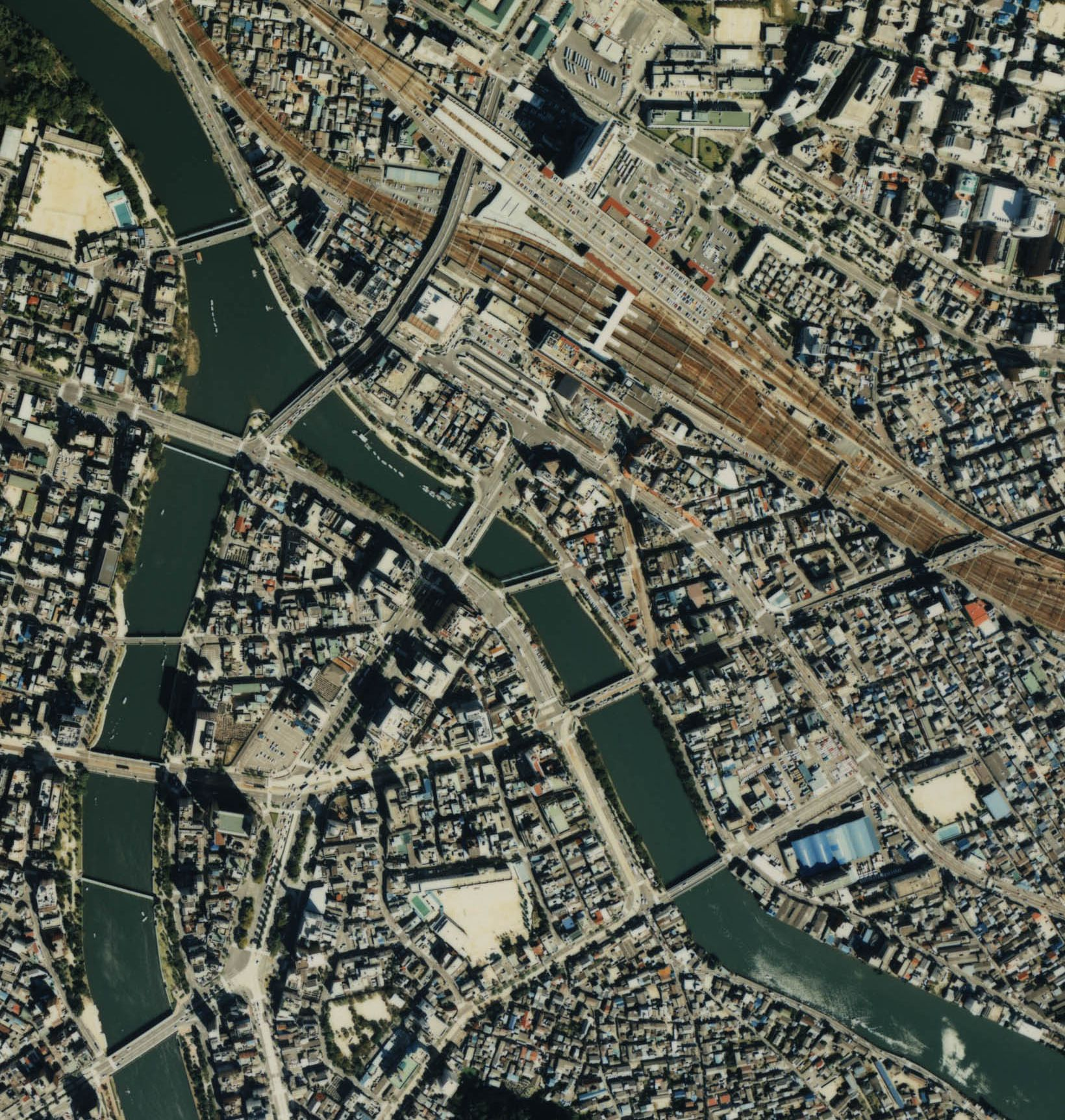
1988年の広島駅南周辺。左上から流れる川の分岐から右が猿猴川であり、分岐から2つ目の橋が駅前大橋（この写真当時は旧橋）。この橋から2つ右下側が荒神橋であり、この写真では広電本線が通っている。写真右端の跨線橋が荒神陸橋であり、写真を拡大すると荒神橋まで渋滞していることが確認できる。

### 駅前橋と駅前大橋[2]
広島駅は1894年（明治27年）6月10日に開業するが、当時駅と広島市中心部を結ぶ橋は江戸時代に整備された旧西国街道筋で当時国道筋であった猿猴橋－京橋ルートのみであった。その後1906年（明治39年）上流側に栄橋が、1912年（大正元年）広島電気軌道（現広島電鉄本線で当時は電車専用橋）が整備された。つまり、駅から市中心部へのルートは十分確保されていた状況だった。ただ、近隣住民は駅前にも橋を欲していた。
昭和に入り、徳永信男市議会議員が「駅前橋」建設を提案、澤發一市議会議員が発起人となり、大須賀の材木商・加藤悦蔵による1万円の寄付と加藤および川本常次郎・川本元三郎・田村萬蔵の土地無償提供により建設されることとなり、1932年（昭和7年）に木橋として竣工した。場所は現在地ではなく、すこし上流側の松原町10番南交差点付近にあった（右地図参照）。これを記念して「駅前橋記念碑」も建立された。
1943年（昭和18年）9月19日から西日本を襲った集中豪雨により駅前橋が流失。再架橋されるも1945年（昭和20年）8月6日に広島市への原子爆弾投下により被爆、爆心地より2km以内に位置し、木橋であったことから焼け落ちてしまう。当時のその付近にいた被爆者の証言ですぐ発火し落橋したとある。
戦後、1949年（昭和24年）広島平和記念都市建設法が公布・施行され、戦災復興事業の一環として現在地に「駅前大橋」の架橋が決定、1956年（昭和31年）8月に開通した。当初は幅員30mが確保され市で最も広い幅員であったが、予算不足で照明は着けられなかった。照明は数年後につけられた。
その後老朽化や交通量の増大、さらには「広島駅南口地区市街地再開発事業」や「広島駅南口地下広場整備事業」などの都市機能の強化に伴い架け替えが決定、1991年（平成3年）着工、2001年（平成12年）3月竣工した。1幹線道路であるため、旧橋の両外側に仮車道橋と仮歩道橋が2つずつ計4つの仮橋が作られ交通をそのまま通したまま工事が進められた。幅員を50mに拡幅、車線を6車線から11車線とし当時県内で最も多い車線数となった。また歩道も両側に6mとられ、ゆとりあるものとなった。

### 駅前大橋ルート
広島電鉄の駅前大橋ルートとは、広島駅 - 駅前大橋 - 駅前通りから広島県道164号広島海田線の稲荷町交差点で曲がり稲荷大橋へと進むルートである。正式な路線名が決定するまでは駅前大橋線とも称された。
もともと広島電鉄本線は、広島駅から猿猴橋町を通って荒神三叉路で県道164号へ曲がり、荒神橋をわたって直進し稲荷大橋へ抜けるルートであった。この間にある荒神地区-稲荷町の県道164号（荒神陸橋-荒神三叉路-荒神橋）は県内でも有数の交通渋滞路線であり、朝夕のラッシュ時には路面電車の通行により渋滞に拍車をかけている状況であった。また荒神橋は現存する被爆建造物の一つである橋ということから、広島市が管理する橋の中でも優先的に延命処置が行われていた。
そもそもの新路線の発案は、1960年代モータリゼーションとその反動として広電利用者が減少したことにより、市内交通網の抜本的な整備計画が立てられたことから始まる。ただ費用の問題もありそこから具体的な計画には進まず、バブル景気以降の1990年代に入り計画の見直しが図られるようになった。その後、2000年（平成12年）広島市中期計画の一つ"新たな公共交通体系づくりの基本計画について"、2002年（平成14年）中国地方交通審議会"広島県における公共交通機関の維持整備に関する計画について"の中で、いくつかある路線とともに「駅前大橋線」が新規路線案として盛り込まれた。2004年（平成16年）12月、官民による路面電車の機能強化策を探る検討委員会が設置され協議を開始した。
2010年（平成22年）6月29日の広島電鉄の取締役会で社長に就任した越智秀信は就任前の5月12日、「駅前大橋線」の2016 - 17年の運行開始を目指す考えを明らかにした。
乗り入れ方法について当初の報道では、市およびJR側は広島駅建て替えを含めた「高架乗り入れ」、広電側は「地下乗り入れ」を希望しているとされた。2013年（平成25年）1月、広電は越智社長の解任を発表した。新社長に就任した椋田昌夫により、広電内で地下案を推奨していたのは越智だけであり社内に混乱させていたことから解任されたこと、今後広電は地下案を白紙撤回することが合わせて発表された。同年6月、広島市による検討委員会により高架案が全員一致で採用されることになった。
広島市はJR西日本や広島電鉄と協議を重ね、検討委員会や地元説明会を経て各所との話がまとまり、2014年（平成26年）9月2日に「広島駅南口広場の再整備等に係る基本方針」を決定したと発表した。この基本方針は、本線が稲荷町電停から駅前大橋を通るルートに変更、駅前大橋で高架に上がり広島駅ビルに乗り入れる内容。
その後、2019年10月に、これに稲荷町停留所から比治山町交差点までの区間を加えた整備後の収支状況を明らかにした際、開業予定を2025年（令和7年）春とした。
延期を経て、2025年8月3日に駅前大橋ルートが開業した。なお「駅前大橋線」は正式な路線名とはならず、広島駅 - 稲荷町間が本線、稲荷町 - 比治山下間が皆実線に編入されている。

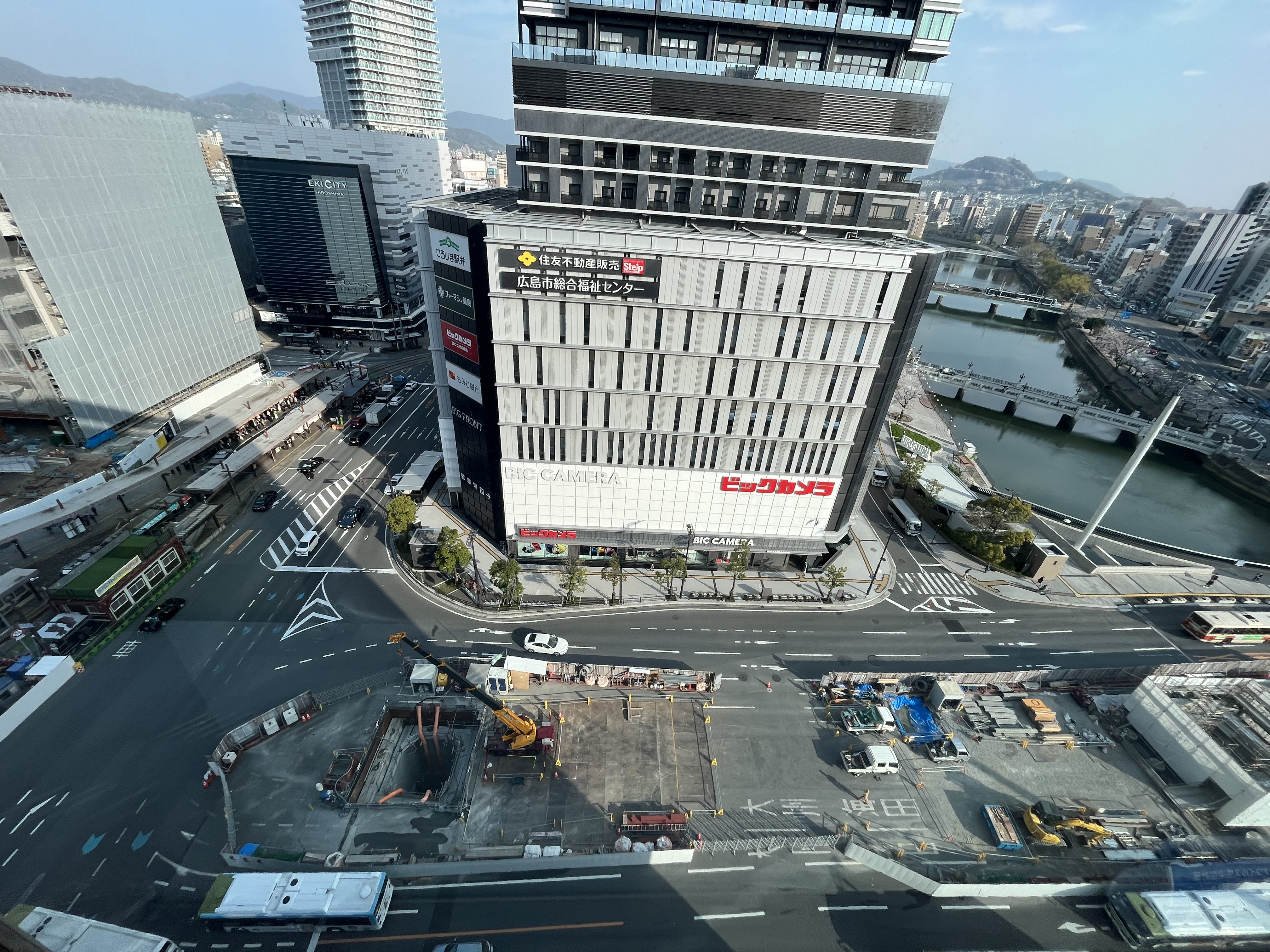
広島電鉄駅前大橋線の建設過程。（2023年3月）

## 参考資料
- 「都市計画道路駅前 吉島 線駅前大橋架替事業」、全日本建設技術協会、2000年、2014年12月5日閲覧。
- 横田好明「路面電車からLRTシステムに向けた広島電鉄の取り組み」、国際交通安全学会、2009年、2014年12月5日閲覧。
- 路面電車のアクセス改善についての取り組み方針 - 広島市